# Hulstdekselbekertje
Het hulstdekselbekertje (Trochila ilicina) is een schimmel behorend tot de familie Dermateaceae. Het leeft saprotroof op afgevallen bladeren van hulst (Ilex aquifolium), vooral in de zomer. Het komt voor in loofbossen op arme zandgronden.

## Kenmerken
De vruchtlichamen zijn schijfvormig en zitten ondergedompeld in het bladweefsel. Het hymenium zwelt als het nat en wordt koepelvormig. De asci zijn cilindrisch tot clavaat, kleuren blauw in jodium en meten 50-60 × 7,5–12 µm. De ascosporen zijn ellipsvormig, a-septaat, hyaliene, zonder een geleiachtige omhulling of aanhangsels. Ze zijn tweezijdig gerangschikt en meten 6-8,5 × 3-4,5 µm.

## Verspreiding
Het verspreidingsgebied strekt zich met name uit in Europa en sporadisch wordt het hierbuiten (Verenigde Staten, Nieuw-Zeeland, Zuid-Afrika) aangetroffen. In Nederland komt het algemeen voor. Het staat niet op de rode lijst en is niet bedreigd.

## Foto's

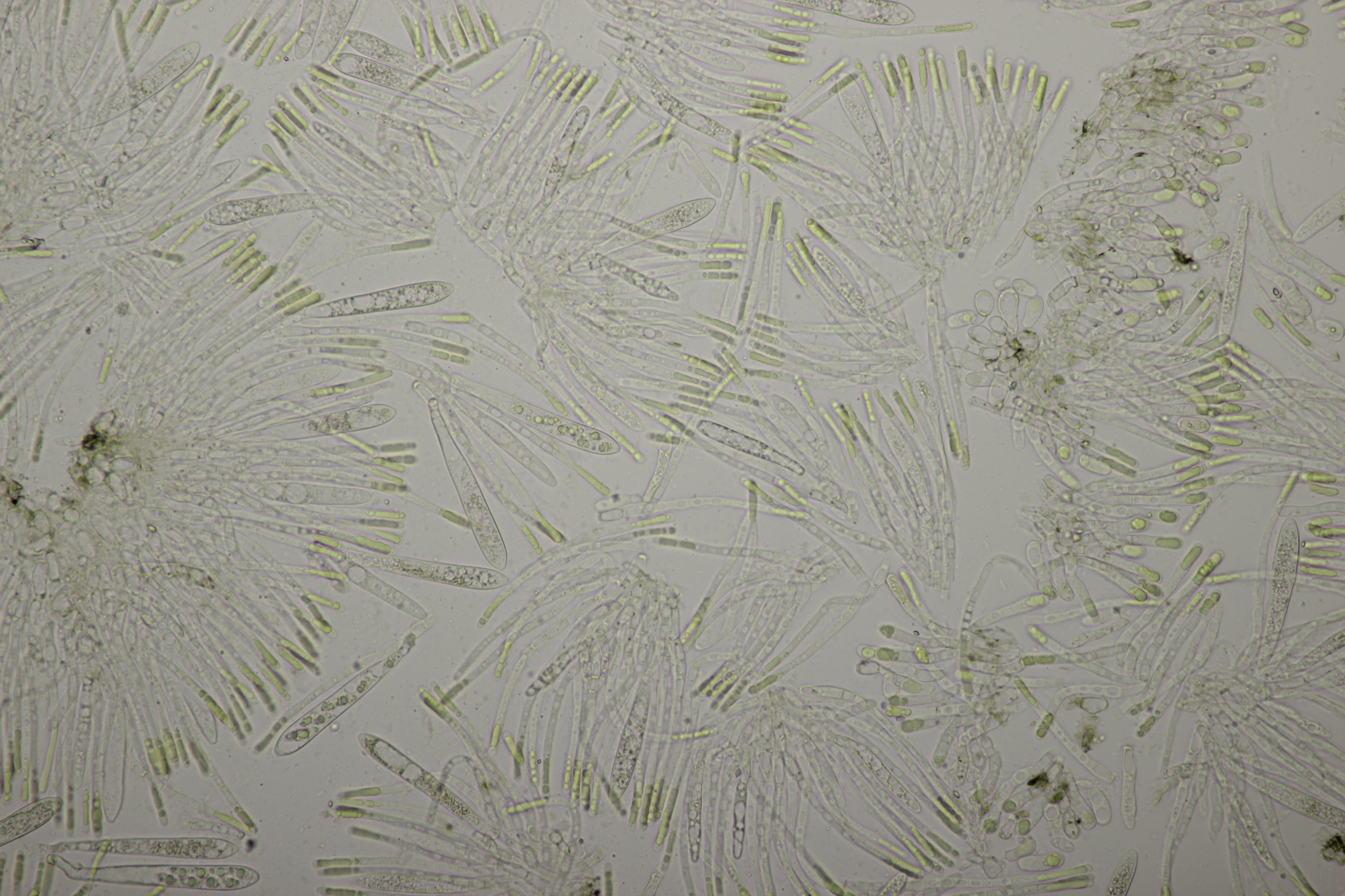
Sporen